# Test di Kruskal-Wallis
In statistica, il test di Kruskal-Wallis è un metodo non parametrico utilizzato per verificare se le distribuzioni di più gruppi siano significativamente diverse tra loro. Il test fu ideato da William Kruskal e W. Allen Wallis. Può essere considerato la controparte non parametrica dell’analisi di varianza (ANOVA) ed è particolarmente utile quando i dati non hanno una distribuzione normale. 

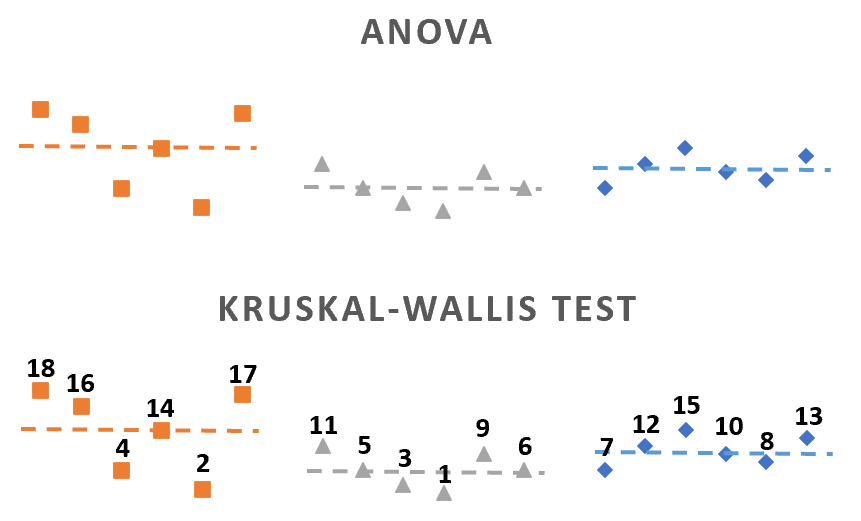
Distribuzione dei ranghi nei gruppi nel test di Kruskal-Wallis.

Come tutti i test inferenziali, anche quello di Kruskal-Wallis presuppone che le osservazioni siano tra di loro indipendenti dal punto di vista stocastico.
Questo metodo utilizza la distribuzione dei ranghi all’interno dei gruppi anziché i valori assoluti, il che consente di analizzare campioni senza assumere che seguano una distribuzione normale. 
In alcune situazioni, il test di Kruskal-Wallis può essere usato per confrontare le mediane, ma in generale serve a verificare se almeno un gruppo ha una distribuzione significativamente diversa rispetto agli altri. Pertanto, quando il test è significativo, può essere necessario eseguire analisi post hoc per identificare quali gruppi differiscano tra loro.

## Metodologia
Si assegnano i ranghi a ciascun dato considerando congiuntamente i dati dei vari gruppi, usando il seguente criterio:
- rango 1 all'osservazione più piccola;
- rango {\displaystyle N} all'osservazione più grande (dove {\displaystyle N} è il numero totale di osservazioni).

In caso di pareggio si assegna il rango medio fra quelli che le osservazioni avrebbero avuto se non ci fossero stati pareggi.
La statistica è
{\displaystyle K=(N-1){\frac {\sum _{i=1}^{g}n_{i}({\bar {r}}_{i\cdot }-{\bar {r}})^{2}}{\sum _{i=1}^{g}\sum _{j=1}^{n_{i}}(r_{ij}-{\bar {r}})^{2}}},}
dove:
1. - {\displaystyle n_{g}} è il numero di osservazioni all'interno del gruppo {\displaystyle g};
  - {\displaystyle r_{ij}} è il rango dell'osservazione {\displaystyle j} all'interno del gruppo {\displaystyle i};
  - {\displaystyle N} è il numero totale di osservazioni in tutti i gruppi;
  - {\displaystyle {\bar {r}}_{i\cdot }={\frac {\sum _{j=1}^{n_{i}}{r_{ij}}}{n_{i}}}}.

Alla fine la probabilità associata è {\displaystyle P(\chi _{g-1}^{2}\geq K)}.